# 安云霁
安云霁（1961年4月19日—2020年），字朗然，画家，北京人，曾担任北京市政协委员。

## 生平
1961年4月19日，安云霁出生于中国首都北京。他自幼学习绘画，七岁时拜师于胡爽盦，随师研习丹青二十余年。因胡爽盦曾拜师国画大师張善孖、张大千兄弟，安云霁也被认为属于大风堂再传弟子。
1998年春节前，《云霁画虎》展在北京中国美术馆举行，展出由安云霁的50余幅近作。2007年2月10日至15日，安云霁与苏士澍、潘衍习等中国画家应邀到泰国皇太后大学参加该校举办的“中国诗书画联展”。2007年7月，安云霁到日本东京出席梁祝文化研究所主办的交流会，为2008年在日本举办个展做准备。2008年1月27日，安云霁受邀参加东京星期日汉语角第24次交流会。2008年6月，日本侨报社成立日中文化交流会，安云霁任中方会长，9月率团访问日本。2009年1月20日晚，中国外交部部长助理胡正跃在北京国际俱乐部饭店为亚洲国家驻华使节和配偶举行迎春招待会，安云霁受邀到现场作画并赠送给出席招待会的嘉宾。2009年4月，出任“和之会”中方代表。2009年5月11日至17日，安云霁与塚越梦羲在东京银座月光庄画室2举办“和之会”展（「和の会」展）。2011年1月，由中国人民对外友好协会、荣宝斋、文化部文化艺术人才中心等联合主办的“泼墨泼彩迎新春——安云霁感恩求教展”在中国人民革命军事博物馆展出。2011年1月23日至2月22日，河北省霸州市文化旅游局在在华夏民间收藏馆举办“名家书画展览”，展出安云霁的100余幅作品。2012年，四川省内江市张大千纪念馆首任馆长汪毅编著的《一门虎痴：张善子、胡爽盦、安云霁》由四川美术出版社出版，收录有安云霁的艺术年谱。2016年1月24日，北京市政协十二届四次会议举行“加快文化中心建设提升首都城市魅力”联组讨论会，安云霁等人表示必须重视通州的文化发展，尤其不应忽视通州的运河文化。2016年10月24日，北京市政协举办纪念孙中山诞辰150周年书画笔会，安云霁作为市政协委员及书画家参加该书画笔会，并通过书画作品抒发对孙中山的爱戴之情。2018年5月19日，仙游县新的社会阶层人士联谊会第一次会员大会暨成立大会在福建省莆田市仙游县举行，安云霁作为宋庄艺术区新阶联代表出席大会。2018年9月29日，通州区举办“两岸一家亲 丹青筑真情”文化交流活动，两岸艺术家在安云霁的讲解下参观“张大千一门三代书画展”。
根据全国政协委员韩方明的纪念文章，安云霁已在2020年初在北京去世。据韩方明称，两人结识于中央社会主义学院党外高级知识分子学习班，安云霁曾自称前妻为日本皇族成员。

## 社会活动
安云霁曾任中国人民政治协商会议第十二届、第十三届北京市委员会委员，属文化艺术界，还曾任通州区政协委员。2018年，安云霁的政协提案为关注北京宋庄文化创意特色小镇提升改造。2013年，安云霁造北京政协的提案则是关于建立北京市“体制外”文化艺术人才职称资格考评的。
安云霁曾任中华全国青年联合会九届、十届委员，北京市青年联合会八届委员，中华文化交流与合作促进会理事，中华儿女书画家联谊会理事，首都师范大学美术学院客座教授，北京美术家协会会员，中华民族书画家协会主席，日本侨报社日中文化交流会中方会长，河南焦作大学客座教授，香港科学院荣誉艺术博士，荣宝斋画院特聘教授。

## 作品
安云霁著有《云霁水墨丹青》、《云霁丹青》、《续风堂》、《续风堂：安云霁作品集》等画册集。
汨罗屈子祠纪念馆收藏有安云霁2006年在汨罗江畔即兴作屈原画像《问天》。2019年7月29日，首都统一战线庆祝新中国成立70周年“与共和国同行”主题艺术作品展在中国华侨历史博物馆开幕，安云霁的画作《和谐相生 荣辱与共》由北京新的社会阶层人士联谊会选送参展。

## 争议
2011年10月，尔玛天仙公司与续风堂公司签订网络推广合同，约定对安云霁进行炒作。杨秀宇策划安排安云霁着僧服与两名女子在北京市西城区后海登船，并在船中引发船体晃动，杨秀宇拍摄视频后于2011年12月16日发布，形成“僧人船震”（或称“和尚船震门”、“僧人后海船震”）的网络事件。随后，安云霁于12月20日和经纪人、律师一起召开新闻发布会，澄清自己身份，并宣布“要起诉全体网民”。在2014年庭审过程中，杨秀宇称此次炒作安云霁全部知情，因约定的事情没全部完成，续风堂公司付给约定的25万元价款中的17万余元；而安云霁则不承认清楚此事，称自己当时穿的是从五台山买的居士衣服，而非僧服。该事件被认为严重损害了佛教形象。

## 评价
徐邦达曾诗赞安云霁画虎为“虎虎有生气，品评第一流”。苏士澍曾评价他称“云霁君以画名世，尤擅画虎，此一技，即可谓‘人有与立’”。

## 备注
1. ↑  也有资料称其为张大千第三代弟子[3][4]
2. ↑  北京市政协官网的一份十三届委员的名单中并无安云霁[24]
3. ↑  出自《左传·昭公元年》的“国于天下，有与立焉”